# Hanna Zamenhof-Zaruska
Hanna Zamenhof-Zaruska (ur. 15 października 1953 w Warszawie) – nauczycielka, pisarka, prawnuczka Ludwika Zamenhofa.

## Życiorys
Uczęszczała i zdała maturę w XV Liceum Ogólnokształcącym im. Narcyzy Żmichowskiej w Warszawie. Studiowała slawistykę i język francuski na Uniwersytecie Łódzkim. Po ukończeniu studiów pracowała jako nauczycielka w szkole. W latach 80. XX wieku wyjechała do Stanów Zjednoczonych. W latach 90. uczyła francuskiego w Trinity Episcopal School w Baton Rouge w Luizjanie.
Córka Krystyny Tyszki i Louisa-Christophe’a Zaleskiego-Zamenhofa.  Mąż Andrzej Zaruski był chirurgiem-urologiem, a córka Klementyna Zamenhof-Zaruski jest lekarką weterynarii w Pensylwanii.

## Twórczość
- W 1987 roku opublikowała książkę w języku polskim pt. Homarano. Sonata dla emigranta, którą wydało wydawnictwo Oficyna Poetów i Malarzy w Londynie[4].
- W 1993 roku opublikowała 22-stronicową książkę dla dzieci o swoim pradziadku Ludwiku Zamenhofie w języku angielskim: Dr. Esperanto: the man full of hopes (Dr. Esperanto, człowiek pełen nadziei) z ilustracjami Dominique de Rougemont. Książkę wydało tokijskie wydawnictwo Internacia Kultura Laborejo[5][1].